# Iván Kishindi Hindy
Iván Kishindi Hindy, madžarski general, * 28. junij 1890, Budimpešta, † 29. avgust 1946, Budimpešta.